# Gerald Celente
 (décembre 2010).
Si vous disposez d'ouvrages ou d'articles de référence ou si vous connaissez des sites web de qualité traitant du thème abordé ici, merci de compléter l'article en donnant les références utiles à sa vérifiabilité et en les liant à la section « Notes et références ».
Gerald Celente, né le 29 novembre 1946, est un futurologue et auteur américain, fondateur et directeur du Trends Research Institute, créé en 1980.

## Analyses et prévisions économiques
Celente a affirmé que l'économie américaine devrait totalement s'écrouler à la suite des impacts de la crise bancaire de 2008. Il prévoyait que le taux de chômage de la ville de New-York devrait être semblable à celui de la ville de Mexico. Il a affirmé que les États-unis sont à la veille d'une nouvelle révolution. Dans cette optique, il se positionne dans une logique survivaliste.

## Publications
- Trend Tracking: The System to Profit from Today's Trends (1991),  (ISBN 978-0446392877)
- Trends 2000: How to Prepare for and Profit from the Changes of the 21st Century (1997),  (ISBN 978-0446519014)
- What Zizi Gave Honeyboy: A True Story about Love, Wisdom, and the Soul of America (2002),  (ISBN 978-0066212661)